# Tigveni (gmina)
Tigveni – gmina w Rumunii, w okręgu Ardżesz. Obejmuje miejscowości Bădislava, Bălilești, Bălteni, Bârseștii de Jos, Bârseștii de Sus, Blaju, Tigveni i Vlădești. W 2011 roku liczyła 344 mieszkańców.